# Fusae Ōta
Fusae Ōta (太田房江, Ōta Fusae), född 26 juni 1951 i Kure, är en japansk politiker som tillhör Liberaldemokratiska partiet (LDP). Hon var Osaka prefekturs guvernör 2000–2008 och Japans första kvinnliga guvernör.
Hennes familjenamn som gift är officiellt Saitō (齊藤 房江, Saitō Fusae) enligt lagen om japanska familjenamn, men hon använder oftast hennes ursprungliga familjenamn Ōta. Ibland transkriberas det som Ohta eller Ota.

## Biografi
Ōta var vice guvernör i Okayama prefektur 1997–1999.
Sedan Osaka prefekturs dåvarande guvernör Knock Yokoyama avsatts efter att ha blivit fälld för sexuella trakasserier ställde hon upp i valet av ny guvernör med stöd från Liberaldemokratiska partiet, Demokratiska partiet och Komeito. Hon vann valet som hölls den 6 februari 2000 och vann flest röster, dock ej majoritet, och blev således Japans första kvinnliga guvernör. Hon ställde upp till omval 2004 och fick en majoritet av rösterna, men valde att inte ställa upp för omval 2008.
Efter en tid i den privata sektorn kandiderade Ōta till överhuset 2013 som LDP-kandidat och valdes in. I samband med den första ombildningen av regeringen Shinzō Abe III 2015 utsågs hon till parlamentarisk viceminister för hälsa och arbete. Inför valet 2019 kandiderade hon med LDP-stöd i Osakas valkrets och återvaldes.